# スブラマニヤム・ジャイシャンカル
スブラマニヤム・ジャイシャンカル（英語: Subrahmanyam Jaishankar, S. Jaishankar とも、1955年1月9日 - ）は、インドの外交官、政治家。インド人民党所属のラージヤ・サバー議員。第2次モディ内閣で外務大臣を務めている。
駐アメリカ大使、駐中国大使、外務次官などを歴任した。

## 生い立ち

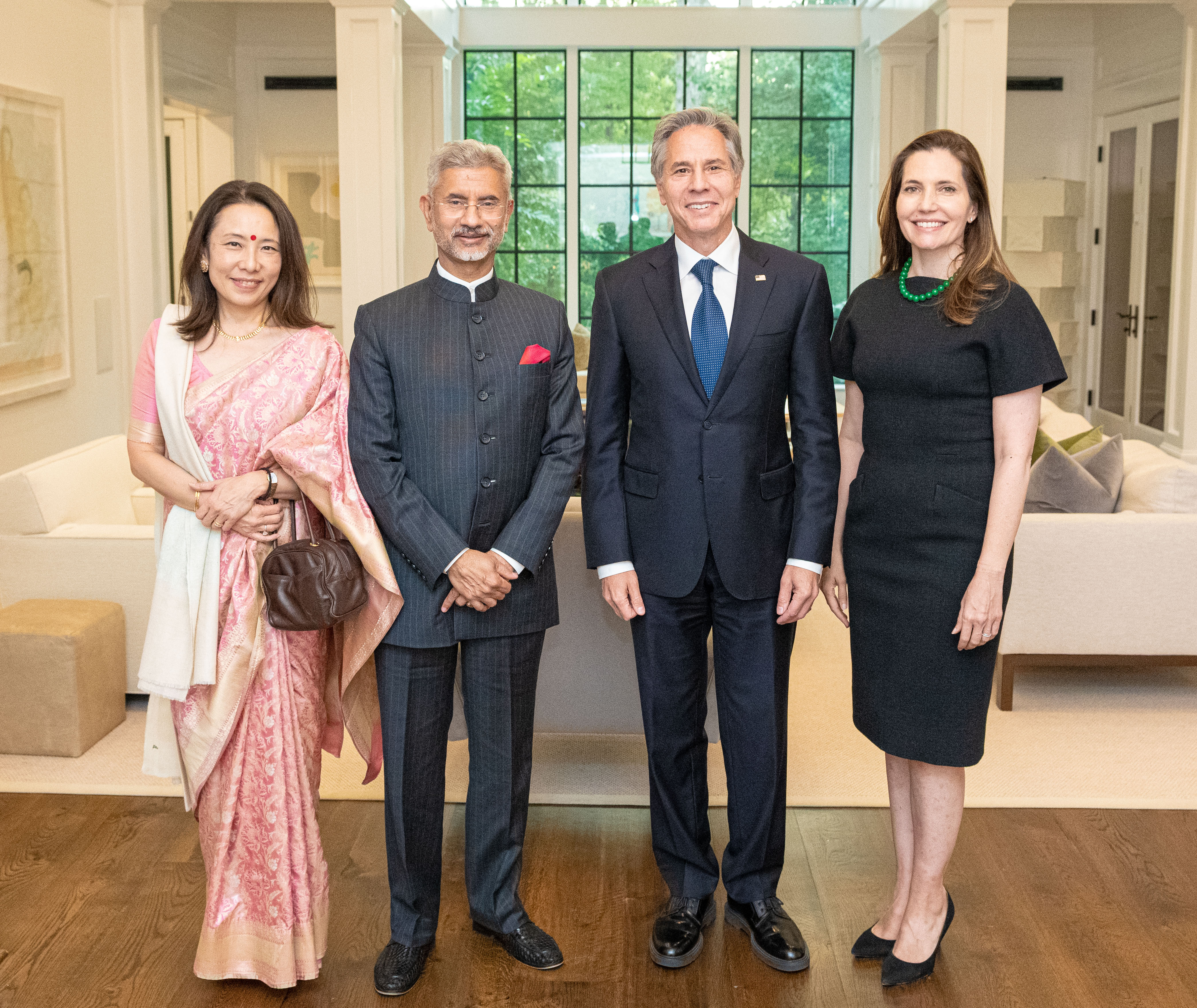
京子夫人と

軍事アナリストであり公務員だったK・サブラーマンヤンとSulochanaの息子として、ニューデリーで生まれる。ジャワハルラール・ネルー大学で核外交を専攻し、国際関係論の博士号を取得した。
最初の妻と死別した後に、日本人女性と再婚した、最初の妻との間に長男と長女、再婚した妻との間に次男を儲けている。 ヒンディー語に加えて、タミル語 、ロシア語、中国語、日本語、英語、ハンガリー語が話せる。
名はジャイシャンカル、スブラマニヤムは家族名。S・ジャイシャンカルとも。中国語での名は「蘇 傑生」。

## 経歴
1977年にインド外務省に入省した。1979年から1981年までソビエト連邦のモスクワで勤務し、ロシア語を学んだ。
1996年から2000年まで、東京のインド大使館で勤務した。この期間は、インドが核実験を実施した影響で日印関係は下降傾向であったが、森喜朗首相がインドを訪問したことにより関係回復へと向かった。2000年、駐チェコ共和国インド大使に任命された。

### 駐中国大使
ジャイシャンカルは駐中国インド大使に就任し、在職期間は4年半とこれまでで最長となった。北京では、中国とインドの経済、貿易、文化関係の改善、および中印国境紛争の対処にあたっている。 2012年、インド大使としては彼は10年ぶりにチベットを訪問した。

### 駐アメリカ大使

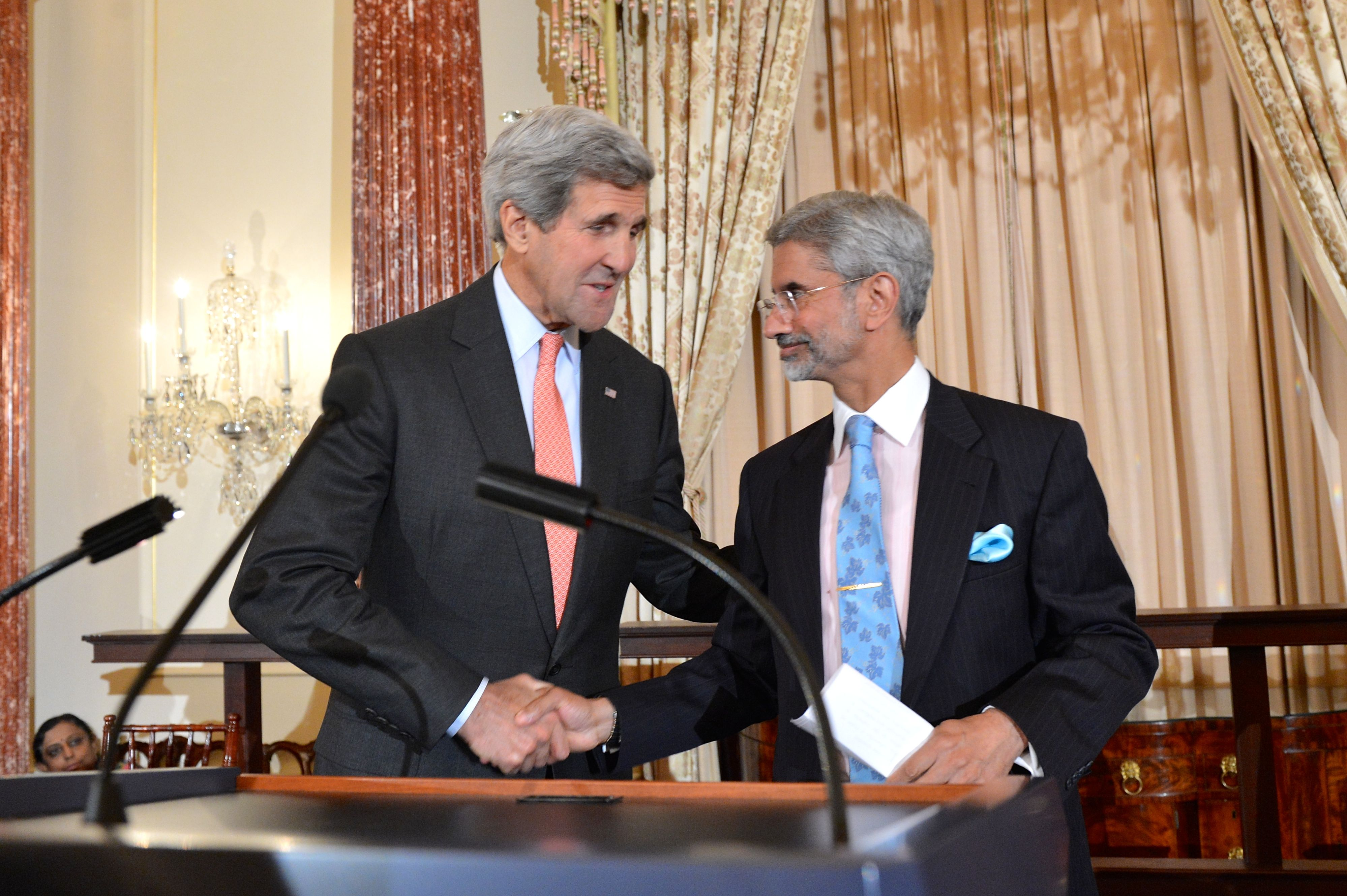
ワシントンDCでジョン・ケリー国務長官と握手するジャイシャンカル（2014年撮影）

2013年9月に駐アメリカインド大使に任命された。

### 外務次官

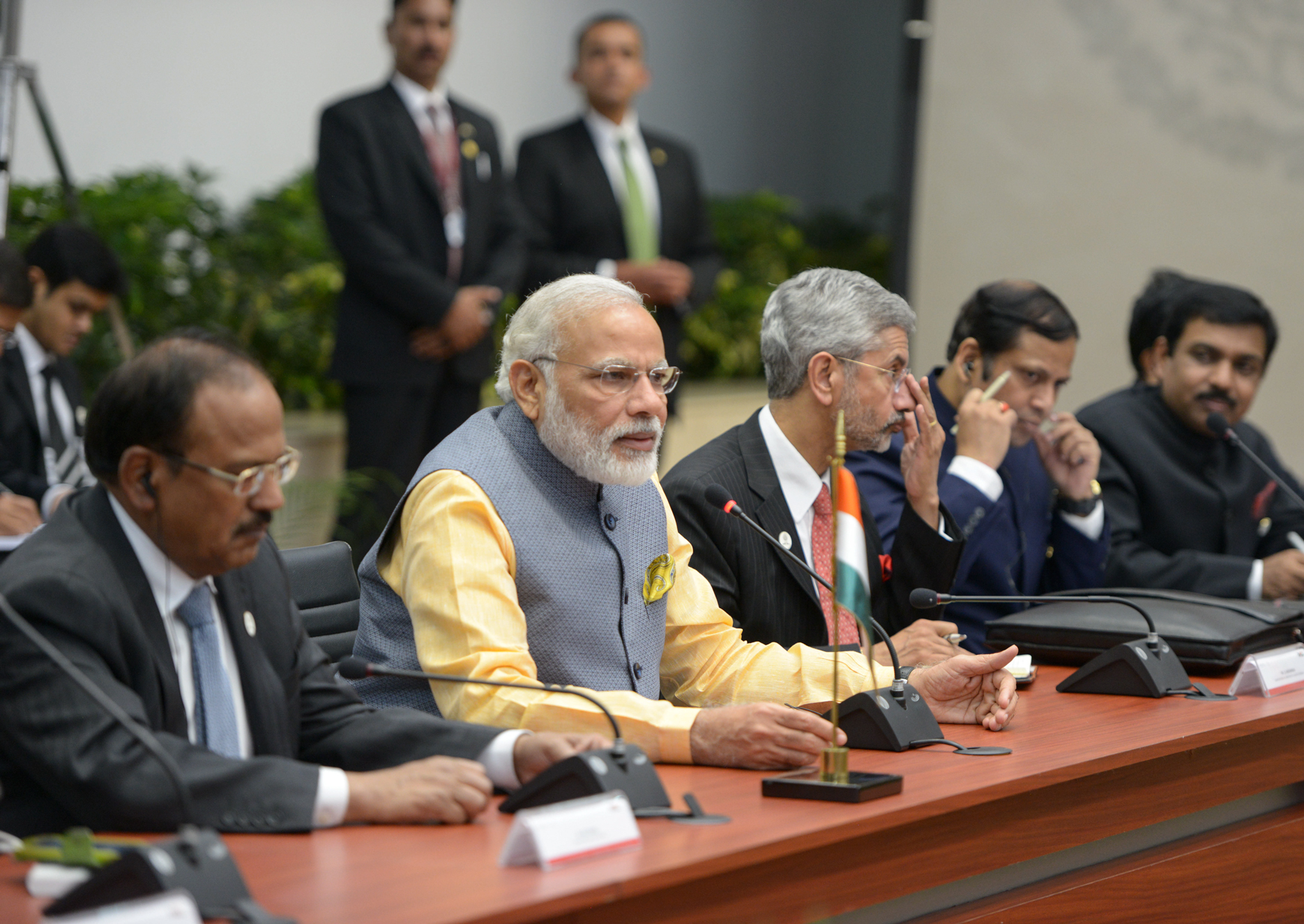
ナレンドラ・モディ首相（左から2人目）の右に座るジャイシャンカル

2015年1月29日に外務次官に任命された。次官就任の発表は、ナレンドラ・モディ首相が議長を務める2015年1月28日の任命委員会の会議の後に行われた。

### 外務大臣
2019年5月31日、外務大臣に任命される。

## 著作
- Jaishankar, S. (2020). The India Way: Strategies for an Uncertain World. Harper Collins. ISBN 978-9390163878
  - S・ジャイシャンカル著、笠井亮平訳『インド外交の流儀：先行き不透明な世界に向けた戦略』白水社、2022年。ISBN 978-4560094709